# Problem zanikających gradientów
Problem zanikających gradientów – problem dużych różnic w wielkościach gradientów pomiędzy wcześniejszymi i późniejszymi warstwami występujący podczas trenowania sieci neuronowych z propagacją wsteczną. W takich metodach wagi sieci neuronowych są aktualizowane proporcjonalnie do ich pochodnej cząstkowej funkcji straty. W miarę jak liczba kroków propagacji w sieci wzrasta, na przykład ze względu na większą głębokość sieci, gradienty wcześniejszych wag są obliczane przy coraz większej liczbie mnożeń. Te mnożenia zmniejszają wielkość gradientu ponieważ pochodne są zawsze z zakresu [0,1]. W konsekwencji gradienty wcześniejszych wag będą wykładniczo mniejsze od gradientów późniejszych wag. Ta różnica w wielkości gradientu może powodować niestabilność procesu szkoleniowego, spowalniać go lub całkowicie zatrzymać.
Problem odwrotny, w którym gradienty ciężaru we wcześniejszych warstwach stają się wykładniczo większe, nazywany jest problemem eksplodujących gradientów.
Propagacja wsteczna pozwoliła badaczom na trenowanie od podstaw nadzorowanych głębokich sieci neuronowych, początkowo z niewielkim powodzeniem. W 1991 r. formalnie zidentyfikowano przyczynę tej awarii w problemie zanikających gradientów, który dotyczy nie tylko wielowarstwowych sieci jednokierunkowych, ale także sieci rekurencyjnych.

## Rozwiązania
Istnieją metody rozwiązania tego problemu.

### RNN
W przypadku rekurencyjnych sieci neuronowych do rozwiązania problemu zaprojektowano sieć o długiej pamięci krótkotrwałej.
W przypadku problemu eksplodującego gradientu można przycinać gradient, czyli dzielić wektor gradientu {\displaystyle g} przez {\displaystyle \|g\|/g_{max}} jeśli {\displaystyle \|g\|>g_{max}} . Ogranicza to wektory gradientu w obrębie kuli o promieniu {\displaystyle g_{max}}.

### Normalizacja partiami
Normalizacja partiami (batch normalization) jest metodą rozwiązywania problemów zarówno gradientu eksplodującego, jak i zanikającego.

### Szybszy sprzęt
Postęp w sprzęcie sprawił, że od 1991 do 2015 r. moc obliczeniowa komputerów (zwłaszcza dostarczana przez procesory graficzne) wzrosła około miliona razy, dzięki czemu standardowa propagacja wsteczna stała się możliwa w sieciach o kilka warstw głębszych niż w momencie odkrycia problemu zanikających gradientów.

### Inicjalizacja wag
Inicjalizacja wag to kolejne podejście zaproponowane w celu zredukowania problemu zanikającego gradientu w głębokich sieciach.
W 2022 roku przeprowadzono analizę teoretyczną dotyczącą wpływu średniej początkowych wag na gradienty w głębokich sieciach neuronowych przy użyciu logistycznej funkcji aktywacji i odkryto, że gradienty nie zanikają, jeżeli średnia początkowych wag jest ustawiona zgodnie ze wzorem: max(−1,-8/N) . Ta strategia pozwala na bardzo efektywne i wydajne trenowanie sieci z 10 lub 15 ukrytymi warstwami przy użyciu standardowej propagacji wstecznej.